# 堀田眞哉
堀田 眞哉（ほった まさや、1962年〈昭和37年〉7月22日 - ）は、日本の裁判官。東京高等裁判所長官。
千葉地方裁判所長、最高裁判所事務総局人事局長などを歴任。

## 来歴
大阪府堺市出身。
1987年（昭和62年）、京都大学法学部を卒業。同年、司法研修生に採用。その後、東京地方裁判所判事補、東京簡易裁判所判事、京都簡易裁判所判事、京都地方裁判所判事補、京都家庭裁判所判事補などを経て、2001年（平成13年）5月26日、京都地方裁判所判事兼京都家庭裁判所判事に就任。
その後、最高裁判所事務総局人事局任用課長、同調査課長、東京高等裁判所判事、千葉地方裁判所判事、千葉家庭裁判所判事、千葉簡易裁判所判事、東京地方裁判所部総括判事、東京簡易裁判所判事、最高裁判所事務総局秘書課長、同広報課長を歴任。
2014年（平成26年）9月12日、最高裁判所事務総局人事局長に就任。
2020年（令和2年）7月28日、千葉地方裁判所長に就任。
2022年（令和4年）6月24日、最高裁判所事務総長に就任。
2024年（令和6年）9月11日、東京高等裁判所長官に就任。